# Uleilas Bajas

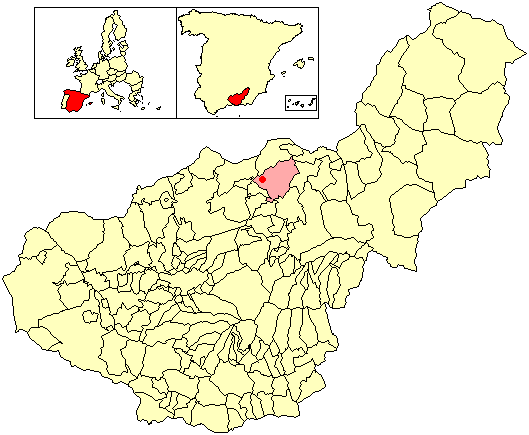
Situación de Uleilas Bajas respecto al término municipal de Pedro Martínez, en la provincia de Granada.

Uleilas Bajas (antes conocido como Uleylas Baxas) es un despoblado español del municipio de Pedro Martínez, situado en la parte oriental de la comarca de Los Montes, provincia de Granada, comunidad de Andalucía.

## Historia
A ocho kilómetros del límite con la provincia de Jaén, Uleilas Bajas fue un municipio independiente hasta que, entre 1843 y 1857, se fusionó con Pedro Martínez.
Según un documento de la Biblioteca Nacional, a mediados del siglo XVIII Uleilas Bajas y Montearmín eran propiedad de los marqueses de Los Trujillos y contaban con seis vecinos.